# لوئیس پریتو (بازیکن فوتبال، زاده ۱۹۷۹)
لوئیس پریتو (انگلیسی: Luis Prieto؛ زادهٔ ۱۹ فوریهٔ ۱۹۷۹) بازیکن فوتبال اهل اسپانیا است.
از باشگاه‌هایی که در آن بازی کرده‌است می‌توان به باشگاه فوتبال دپورتیوو آلاوس، باشگاه فوتبال رئال وایادولید، باشگاه فوتبال اتلتیک بیلبائو، باشگاه فوتبال ایبار، باشگاه فوتبال پومفرادینا، و باشگاه فوتبال اتلتیک بیلبائو بی اشاره کرد.
وی همچنین در تیم ملی فوتبال باسک بازی کرده‌است.